# Paul Ramadier
Paul Ramadier (ur. 17 marca 1888 w La Rochelle, zm. 14 października 1961 w Rodez) – socjalistyczny (członek SFIO) polityk francuski. 
Na kilka lat przed wojną był ministrem w gabinetach Frontu Ludowego. Po wojnie (w 1947) został pierwszym premierem rządu IV Republiki. Jego urzędowanie trwało od 22 stycznia do 24 listopada tegoż roku. Najbardziej zasłynął usunięciem komunistycznych ministrów z rządu, co ponownie wpędziło FPK w izolację.